# Грушка-Дужа
Грушка-Дужа (пол. Gruszka Duża, дословно переводится как Великая Грушка) — деревня в Польше, расположенная в Люблинском (Любельском) воеводстве, в западной части гмины Нелиш, над рекою Летовня, на пограничье подола Замойского и Гелчевской возвышенности.
Первое упоминание о деревне существует с 1389 года, когда Димитр из Горая даровал деревню Тедикову Проханскому за верную службу.

## Основные владельцы
В 1411 г. Король Польский Владислав Ягайло даровал деревню (вместе с другими деревнями), в награду рыцарских заслуг, коронному хорунжию Матвею, явившемуся родооснователем шляхетского и дворянского рода Грушецких, взявших свою фамилию от названия этой деревни, принадлежавшей им. Грушецкие были владельцами и других мест — Вертишов (пол. Wierciszów) и Быховка (пол. Bychawka), также в Люблинском (Любельском) воеводстве. Одна линия этого рода, от коронного хорунжия Карпа Евстафьевича, обосновалась в России в конце XVI века, оставив заметный след в российской истории. Грушецкие долгое время владели и жили в этой деревне. Самуил (очевидно, брат Карпа) являлся секретарём Его Королевского Величества, посланником при Светлейшем Короле Государства Испанского и обеих Индий, Филиппе III. В 1481 г. было разделение деревни на Великие Грушки и Малые Грушки. В 1663 одним из владельцев был Бронислав Грушецкий — ловчий черниговский. В 1660 г. записано, что деревенские дворы ещё принадлежали Грушецким. Известное точное наиболее позднее упоминание о представителе этого рода именно в Великой Грушке — Александр Павлович Грушецкий, рожд. около 1850 г. (дочь его — Амелия Людвика — р.1879 г., ум.1942 г.).

## Остальные владельцы
В 1697 году, согласно записям Миколая Жозефа из Великих Грушек, деревню берёт в лизинг Мельгви. В начале XVIII века значительная часть (не вся) деревни принадлежала Яну Каминскому. В середине XVIII века часть деревни принадлежала Деболиху, который выстроил шляхетский двор, хозяйственные постройки, сад вместе с прудом. В конце XVIII века земля Великих Грушек состояла из фольварков (усадеб) в Великих Грушках, Малых Грушках и в Ставе, именно из этих деревень и состояли владения баронессы Людвики из Деболих Вышинских. К 1801 г. имения эти были во владениях барона Томаша Вышинского, который в 1810-17гг. выкупил раздробленные небольшие части деревни у местной шляхты. В 1850 г. Томаш Вышинский выстроил новый двор деревянной конструкции с каменной пристройкой, привёл в порядок пруд и сад, заложил хмельник и ещё сад.
В 1827 г. деревня Грушка-Дужа записана в повете Замойском в парафии Нелиш; деревня насчитывала к тому времени 36 домов и 206 мещан. Во второй половине XIX века, из-за большой задолженности, имение часто меняло владельцев. В конце XIX века в фольварке Великих Грушек насчитывалось 10 дворовых построек, а фольварк состоял из 1504 моргов (мера площади земли для измерения земельных наделов; 1 морг = 0,57 га). В 1876 г. Великая Грушка продана с аукциона Мауритему и Елене Турчинским. В 1902 финансовые трудности вынудили часть усадьбы в Грушках продать Сельскому Банку с разделением долей. Оставшеюся часть приобрёл Тадеуш Суходольский и перепродал Вацлову Шиманкову, Яну Вацку и Каролу Озонкову. Большую часть дворовых помещений с парком купил Войцех Ханака.
Согласно переписи 1921 г. Грушка-Дужа вместе с колониями насчитывала 69 домов и 415 мещан. В 1955 г. Михал Якубчак построил В Грушке-Дуже малую часовню св. Флориана.